# Drewno darte
Drewno darte, drewno smykane - wąskie i długie pasy drewna złuszczane, zdzierane lub ścinane specjalnymi narzędziami (ośnikami), zgodnie z przebiegiem włókien drzewnych.
Do drewna dartego należą sortymenty:
- Łuczywo, szczapa, szczapka (szczypka) rozjaśniająca. Dawniej przeznaczano drewno gatunków iglastych przede wszystkim smolne, przeżywiczone drewno sosnowe i świerkowe.
- Taśma - Łuby na łubianki, elementy plecionych koszyków i sit. Łubianki wyrabiane były dawniej z sosny, świerka, często lipy, i osiki. Obecnie produkowane są z drewna łuszczarskiego.
- Taśma na drankę - listwy, listewki używane w budownictwie jako szkielet służący do podtrzymania tynku.
- Dranica, szkudły - (łuby) cienkie deseczki do krycia dachów.